# Eresia daguana
Eresia daguana är en fjärilsart som beskrevs av Rudolf Bargmann 1928. Eresia daguana ingår i släktet Eresia och familjen praktfjärilar. Inga underarter finns listade i Catalogue of Life.